# Iglesia de El Monte
La iglesia de El Monte es un templo católico ubicado en El Monte, Región Metropolitana de Santiago, Chile. Construida en 1796, fue declarada monumento nacional de Chile, en la categoría de monumento histórico, mediante el Decreto Supremo n.º 11, del 7 de enero de 1974.

## Historia
En 1732 la Orden Franciscana trasladó un convento que tomó el nombre de San Francisco del Monte, mismo nombre que adoptó el poblado que comenzó a crecer alrededor. En el año 1796 construyeron la iglesia definitiva, y durante la guerra de la Independencia fue utilizada como escondite por José Miguel Carrera y sus hombres.
En 1965 la estructura de la iglesia fue reforzada, y la torre tuvo que ser reconstruida luego del terremoto de 1985. En 2009 se realizó una reparación de los pilares de los corredores y las puertas de acceso. El terremoto de 2010 dejó con daños a la iglesia, por lo que en 2016 fueron aprobados los recursos para su reconstrucción, que fue inaugurada en 2018.

## Descripción
De una sola nave rectangular, presenta gruesos muros de adobe blanqueados con cal, y un corredor por ambos lados. Presenta una torre con un dado rectangular, y sobre el, un tambor octogonal de madera, que es rematado por un chapitel curvo de ocho mantos.